# Bá tước Monte Cristo
Bá tước Monte Cristo (tiếng Pháp: Le Comte de Monte Cristo) là một tiểu thuyết phiêu lưu của Alexandre Dumas cha. Cùng với một tác phẩm khác của ông là Ba người lính ngự lâm, tác phẩm thường được xem là tác phẩm văn học nổi tiếng nhất của Dumas. Cuốn sách này đã được viết xong năm 1844. Giống như nhiều tiểu thuyết khác của ông, tiểu thuyết này đã được mở rộng từ cốt truyện do người giúp việc cho nhà văn Auguste Maquet cộng tác.
Câu chuyện xảy ra tại Pháp, Ý, các đảo trong Địa Trung Hải và Levant trong thời kỳ các sự kiện lịch sử trong năm 1815–1838 (ngay trước sự kiện Một trăm ngày dưới sự cai trị của Louis-Philippe của Pháp). Sự sắp đặt lịch sử là yếu tố cơ bản của cuốn sách. Câu chuyện chủ yếu liên quan đến các chủ đề công lý, sự báo thù, lòng từ bi, và lòng khoan dung, và được kể theo phong cách một câu chuyện phiêu lưu.
Dumas lấy ý tưởng cho cuốn Bá tước Monte Cristo từ một câu chuyện thật mà ông tìm thấy trong một quyển hồi ký của một người đàn ông có tên Jacques Peuchet. Peuchet thuật lại câu chuyện của một người thợ đóng giày có tên Pierre Picaud, một người sống ở Paris năm 1807. Picaud đã hứa hôn với một người phụ nữ giàu có, nhưng bốn người bạn ghen ghét đã vu khống tố cáo ông làm gián điệp cho Anh. Ông đã bị tống vào ngục trong 7 năm. Trong thời gian ở tù, một người bạn tù tên Dante lúc hấp hối đã tiết lộ cho ông một kho báu được giấu ở Milano. Khi Picaud được thả năm 1814, ông đã lấy được kho báu, trở về với một tên gọi khác và đến Paris và sống ở đó 10 năm và đã trả thù thành công đám bạn cũ đã vu khống kia. Nhưng sau khi trả thù được người đã vu khống mình, ông chợt nhận ra rằng hành động đó chẳng đem lại điều tốt đẹp gì.

## Nội dung
Câu chuyện bắt đầu với việc chiếc tàu Pharaon của hãng buôn Morrel cập cảng Marseille, người điều khiển con tàu là Edmond Dantès, một thanh niên 18 tuổi và là thuyền phó của tàu. Trong chuyến đi lần này, thuyền trưởng tàu là Leclère bị bệnh qua đời, trước khi mất, ông đã đưa cho Dantès một bức thư và dặn anh phải trao tận tay cho Napoléon Bonaparte lúc này đang bị đày ở đảo Elba. Dantès đã làm theo lời ông và sau đó Napoléon lại bảo anh trao một bức thư cho ngài Noitier ở Paris. Lúc trở về Marseille, Edmond được ông Morrel thăng chức thuyền trưởng, Edmond xin phép nghỉ 2 tuần để đi Paris trao bức thư và sau đó tổ chức lễ cưới với cô Mercédès xinh đẹp.
Danglars, một tên kế toán của tàu Pharaon, luôn ghen ghét Dantès, đã lập ra một kế hoạch để hãm hại anh. Hắn mời Fernand Mondego, anh họ của Mercédès, một người say mê nàng nhưng không được đáp lại, cùng với Caderousse, hàng xóm của Edmond đi uống rượu. Danglars viết một bức thư nặc danh tố giác Edmond cấu kết với Napoleon rồi xúi Fernand gửi lên chính quyền.
Edmond bị bắt ngay trong lễ cưới. Người hỏi cung anh là phó biện lý Villefort. Lúc đầu, nhìn vẻ mặt lương thiện của Edmond, hắn định tha cho anh, nhưng khi thấy tên Noitier trên bức thư, hắn rất bàng hoàng và vội vàng đốt bức thư, sau đó hắn cho giam Edmond vào nhà tù. Ở đây, Edmond may mắn gặp được mục sư Pharia - một người thông thái. Vị mục sư đã truyền cho chàng những kiến thức lịch sử, vật lý, ngoại ngữ và hơn hết là cả bí mật về kho báu trên đảo Monte Cristo.
Sau khi mục sư Pharia qua đời, Edmond đã vượt ngục thành công và sở hữu một số của cải khổng lồ. Ông bí mật đổi tên thành bá tước Monte Cristo và gia nhập vào giới thượng lưu Paris. Bá tước đã lần lượt trả ơn những người đã giúp đỡ và trừng phạt thích đáng những kẻ tâm địa xấu xa đã từng hại mình. Bá tước Monte Cristo là câu chuyện thể hiện sâu sắc quy luật nhân quả ở đời: Ở hiền gặp lành, ác giả ác báo.

## Chuyển thể

### Phim và TV
- 1914: Le Comte de Monte-Cristo được dựng thành phim bởi André Ponctal
- 1928: "Monte Cristo" được dựng thành phim bởi Henri Fescourt cùng với Jean Angelo, Lil Dagover, Gaston Modot, Mary Glory, Pierre Batcheff, Jean Toulout.
- 1934: "Le Comte de Monte-Cristo" được dựng thành phim bởi Rowland V. Lee cùng với Robert Donat dans le rôle d'Edmond Dantès.
- 1943: Le Comte de Monte-Cristo, được dựng thành phim bởi Robert Vernay, cùng với Pierre Richard-Willm, Michèle Alfa, Aimé Clariond, Marcel Herrand, Lise Delamare, Henri Bosc
- 1948: Le Secret de Monte Cristo được dựng thành phim bởi Albert Valentin
- 1955: Le Comte de Monte-Cristo, được dựng thành phim bởi Robert Vernay, cùng với Jean Marais, Lia Amada, Roger Pigaut, Jacques Castelot, Paolo Stoppa, Jean-Pierre Mocky
- 1961: Le Comte de Monte-Cristo, được dựng thành phim bởi Claude Autant-Lara, cùng với Louis Jourdan, Yvonne Furneaux, Pierre Mondy, Bernard Dhéran, Claudine Coster, Yves Rénier, Mary Marquet
- 1968: Sous le signe de Monte-Cristo, được dựng thành phim bởi André Hunebelle, cùng với Paul Barge, Claude Jade, Anny Duperey, Pierre Brasseur, Michel Auclair, Raymond Pellegrin
- 2002: La Vengeance de Monte-Cristo, được dựng thành phim bởi Kevin Reynolds, cùng với Jim Caviezel, Guy Pearce, Dagmara Dominczyk, Richard Harris
- 1934: Count of Monte Cristo, directed by Rowland V. Lee
- 1940: The Son of Monte Cristo, directed by Rowland V. Lee
- 1946: The Return of Monte Christo, directed by Henry Levin
- 1975: Count of Monte Cristo, directed by David Greene
- 1998: The Count of Monte Cristo, television serial starring Gérard Depardieu
- 2002: Count of Monte Cristo, directed by Kevin Reynolds

### Tác phẩm phỏng theo (sách)
- 1853 " A Mão do finado" Alfredo Hogan
- 1881: The Son of Monte Cristo, Jules Lermina
- 1869: The Countess of Monte Cristo, Jean Charles Du Boys, also 1934 và 1948
- 1922: Chúa tàu Kim Quy (Tiếng Việt), Hồ Biểu Chánh phóng tác
- 1946 The Wife of Monte Cristo

### Kịch nói và nhạc kịch
- 2000 Monte Cristo by Karel Svoboda (music) and Zdenek Borovec (lyrics), Prague
- 2003 The Count of Monte Cristo (Граф Монте-Кристо) by Alexandr Tumencev and Tatyana Ziryanova
- 2006 Monte Cristo - The musical by Jon Smith và Leon Parris
- 2008 Monte-Cristo by Roman Ignatyev (composer) and Yuli Kim (lyrics), Moscow
- 2009 The Count of Monte Cristo by Frank Wildhorn
- 2009 The Count of Monte Cristo, by Ido Ricklin
- 2010 The Count of Monte Cristo, Rock Opera by Pete Sneddon

### Trên đài phát thanh
- 1938 - Orson Welles và the Mercury Theatre on the Air players (radio).
- 1939 - Orson Welles with Agnes Moorehead at Campbell Playhouse (radio)
- 1939 - Robert Montgomery on the Lux Radio Theater (radio)
- 1947 - Carleton Young (radio series)
- 1960s - Paul Daneman for Tale Spinners For Children series (LP) UAC 11044
- 1961 - Louis Jourdan for Caedmon Records (LP)
- 1987 - Andrew Sachs on BBC Radio

### Anime
- 2004 - Gankutsuou: The Count of Monte Cristo